# Sorbus harziana
Sorbus harziana är en rosväxtart som beskrevs av N.Mey.. Sorbus harziana ingår i släktet oxlar, och familjen rosväxter. Inga underarter finns listade i Catalogue of Life.